# Euphorbia sachetiana
Euphorbia sachetiana là một loài thực vật có hoa trong họ Đại kích. Loài này được (J.Florence) Govaerts mô tả khoa học đầu tiên năm 2000.